# Mexikói pinty
A mexikói pinty (Passerina leclancherii) a madarak osztályának verébalakúak (Passeriformes) rendjébe és a kardinálispintyfélék (Cardinalidae) családjába tartozó faj.

## Rendszerezése
A fajt Frédéric de Lafresnaye francia ornitológus írta le 1840-ben.

## Alfajai
- Passerina leclancherii grandior Griscom, 1934
- Passerina leclancherii leclancherii Lafresnaye, 1840[2]

## Előfordulása
Mexikó délnyugati részén honos. Természetes élőhelyei a szubtrópusi és trópusi száraz erdők és  cserjések.

## Megjelenése
Testhossza 12 centiméter. A hím feje teteje zöld, tarkója, az arc oldala, háta és farkcsíkja égszínkék, narancsos melle a has irányában világossárgába megy át. A tojó kevésbé tarka.

## Életmódja
Rovarokkal és magvakkal táplálkozik, melyet a bokrok alsó ágain, vagy a földön keresgél.

## Szaporodása
Bokorra, vagy kisebb fára, gallyakból és fűből készíti csésze alakú fészkét.

## Természetvédelmi helyzete
Az elterjedési területe nagyon nagy, egyedszáma ugyan csökken, de még nem éri el a kritikus szintet. A Természetvédelmi Világszövetség Vörös listáján nem fenyegetett fajként szerepel.